# Nyonirima
Nyonirima ist eine von fünf Zellen (Verwaltungseinheiten 4. Ebene) im Sektor Kinigi des Distrikts Musanze in der Nordprovinz von Ruanda. Sie liegt auf einer Höhe von etwa 2400 m. Nachbarzellen sind im Osten Kabeza, im Südosten Cyivugiza, im Südwesten Kampanga und im Westen Nyabigoma. Im Norden liegt Nyonirima im Volcanoes National Park. Der nördlichste Grenzpunkt bildet ein Dreiländereck mit der Demokratischen Republik Kongo und Uganda, an welchem sich der Virunga-Vulkan Sabinyo (3645 m) befindet. Die Nationalstraße 18 verläuft entlang der Südwestgrenze von Nyonirima zur Nachbarzelle Kampanga. Eine District Road führt durch den Südosten der Verwaltungseinheit.